# تصميم القياسات المتكررة
تصميم القياسات المتكررة هو من التصاميم غير المعلمية لداخل الأفراد أو المجموعات، ويهتم هذا التصميم بتعريض كل فرد من أفراد المجموعة لكل مستوى من مستويات المتغير المستقل على الأقل مرة واحدة، ويسمى هذا التصميم بتصميم داخل المجموعات أو الأفراد.

## التعريف
تصميم إحصائي يتم فيها قياس وحدة التحليل أو البحث كالأفراد أكثر من مرة بالمقاييس نفسها كالاختبار أو الاستبانة أو بمقاييس مختلفة مثل الاختبارات التحصيلية للمواد ولكنها تستخدم وحدة القياس نفسها.

## أسباب الاستخدام
لماذا نستخدم تصميم القياسات المتكررة؟
1. أنواع أنماط البيانات المتكررة شايع في أرض الواقع، فيكون التعامل معها باستخدام هذا التصميم أفضل.
2. يتكرر اختبار الأفراد بمقياس واحد أكثر من مرة أو بمقاييس مختلفة تستخدم نفس وحدة المقياس في أوقات مختلفة، وبدلا من استخدام اختبار (ت) الذي يتطلب حجم عينة أكبر، فيمكن استخدام تصميم القياسات المتكررة.
3. يهدف كثير من الباحثين في دراساتهم إلى استخدام وحدة التحليل أو وحدة البحث(مثلا: الأفراد) كضابط تجريبي للمعالجات أثناء إجراء تجاربهم العلمية، وذلك بدلا من الجهد الذي يتطلبه ضبط المتغيرات الديمغرافية أو النفسية وما يستدعيه ذلك من زيادة حجم العينة.

## ميزات الاستخدام
هناك العديد من المميزات التي تبرر استخدام هذا النوع من التصاميم، ومنها:
1. أنه يتطلب عددا قليلا من الأفراد بالمقارنة مع تصاميم ما بين المجموعات كاختبار (ت) مثلا.
2. أن الدراسات التي تستخدم هذا النوع من التصاميم تميل لأن تأخذ وقتا أقل من حيث تطبيقها بالمقارنة مع الأنواع الأخرى من التصاميم.
3. أنه يؤدي إلى تقليل تباين الخطأ لأن الأفراد يشاركون في جميع المعالجات التجريبية فتكون المتغيرات الخاصة بالفرد ثابتة فيقل تباين الخطأ، مما يؤدي بالتالي إلى اختبار أقوى لتأثير المتغير المستقل، إذ أن الباحث الذي يستخدم تصميما قويا يكون عنده احتمال أقل للوقوع في الخطأ من النوع الثاني (أي الفشل في إيجاد فرق بينما في الواقع هناك فرق).
4. أنه يؤدي إلى التقليل من التحيز المنظم، مثل أثر متغير الجنس أو العمر مثلا على المتغير التابع، وفي هذين النقطتين الأخيرتين يلجأ بعض الباحثين إلى استخدام تحليل التباين المرافق لعزل أثر المتغير المرافق المراد ضبطه لمعرفة مقدار التأثير في المتغير التابع الذي يعود إلى المعالجة والخطأ فقط.
5. أنه يظهر تصميمات قوية من الناحية الإحصائية من حيث قوة الاختبار وحجم التأثير، بدلا من زيادة حجم العينة، لأن زيادة حجم العينة وإن زادة من قوة الاختبار إلا أنها تقلل من حجم التأثير والعكس.
6. أنه يساعد على تصميم أنماط مختلفة ومعقدة من المناهج التجريبية بحجم عينات صغيرة.

## عيوب الاستخدام
1. قد يكون لدى الفرد القدرة على تقرير ما الغرض من البحث نتيجة لمشاركته في جميع مستويات المعالجة، مما قد يقوده إلى تغيير أدائه، وهذا قد يؤثر على النتائج ويجعل من غير الممكن تفسيرها بشكل صحيح.
2. تأثير عامل الممارسة وعامل التعب، وذلك أنه إذا طلب من الأفراد إنجاز المهمة نفسها عدة مرا فقد يتحسن أداء المفحوص مما يشير إلى تأثير عامل الممارسة، أو أن ينحدر أداء الفرد مع التكرار فيعود ذلك إلى عامل التعب. وفي الحالتين يؤدي ذلك إلى التأثير على نتائج الدراسة ما لم يعالج هذان الأمران من خلال توزيع الممارسة بين الظروف التجريبية عن طريق تغيير ترتيب المعالجات في كل مرة. وفي حالة عدم إمكانية تغيير ترتيب المهمات فإذا أثرت إحدى المعالجات التجريبية في الأداء على المعالجات التجريبية الأخرى فإن مثل هذا التأثير يسمى بالتأثير اللاحق Carry Over Effect.
3. تأثير التاريخ History Effcet: ويقصد به تأثير أية أحداث خلال فترة التجربة أو البحث قد تؤثر على أداء المفحوصين على المتغير التابع، خاصة إذا كانت التجربة تتطلب مدة زمنية (أيام، أسابيع، شهور، سنوات).
4. الانحدار الإحصائي أو الانحدار نحو المتوسط Regression toward the Mean: ويقصد بهذه الظاهرة أن يحصل الأفراد حينما يعاد اختبارهم على درجات أقل تطرفا مما حصلوا عليه في الاختبار الأول دون أن يكون هناك أي تأثير لأي نوع من أنواع المعالجات، وهذا له علاقة بما يسمى بتباين الخطأ. وذلك أن درجة المفحوص تعكس درجته الحقيقية بالإضافة إلى تباين الخطأ الذي يعود أمور أخرى مثل شعور الفرد بالنشاط، وعدم التشتت، والقدرة على التركيز، وهي أمور قد تخلتف عند إعادة الاختبار، مما قد يؤدي إلى انحدار درجته نحو المتوسط.

## طرق التحليل الإحصائي لتصميم القياسات المتكررة
- مناهج تحليل التباين الأحادية
- مناهج تحليل التباين الأحادية والمتعددة.
- مناهج قائمة على أساليب النماذج المركبة القابلة على تغيير مصفوفة التباين المشترك.

## الفرضيات
الفرضية الصفرية: لا توجد فروق ذات دلالة إحصائية بين متوسطات مستويات المعالجة.

الفرضية البديلة: يوجد على الأقل واحدة من المتوسطات تختلف عن البقية.

## متطلبات تصميم القياسات المتكررة
1. جميع التصميمات التجريبية للقياسات المتكررة عاملية (Factorial): فهي تتضمن: أ) عامل المعالجات (Treatment) ويطلق عليها مستويات عامل التباين بين الأفراد ( Between-Subjects Factor Levels) ويتغير بين المعالجات فقط. ب) القياسات التي تطبق على الشخص نفسه تمثل المعالج نفسه.
2. عامل الوقت: ويطلق عليه عامل التباين داخل الأفراد.
3. القياسات المختلفة التي تطبق على الشخص نفسه تحدث في أوقات مختلفة.

## الأسئلة التي يهتم ببحثها تصميم القياسات المتكررة
1. كيف يتغير متوسط المعالجات خلال أوقات متعددة؟
2. كيف تتغير الفروق بين المعالجات خلال أوقات متعددة؟
3. هل يوجد هناك تفاعل بين المعالجات والوقت؟

## وصلات خارجية
- فيديو: أساليب النماذج المركبة لبيانات القياسات المتكررة